# Stora Gungan

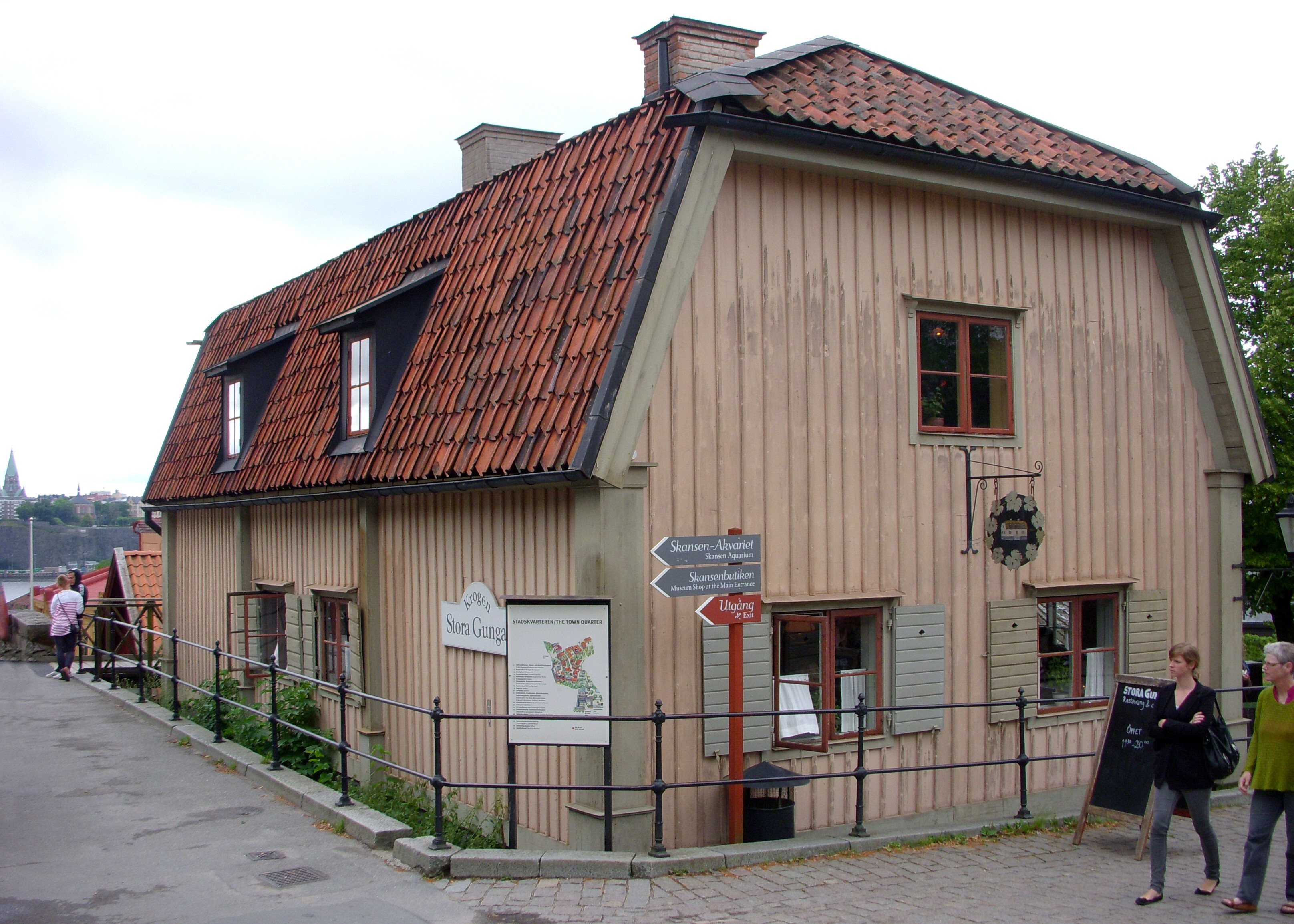
Stora Gungan. 2009.

Krogen Stora gungan är en byggnad och en krog på Skansen i Stockholm. Den ligger i museets stadskvarter vid Hyttorget och flyttades hit 1969 samt öppnade som restaurang 1975.

## Historik

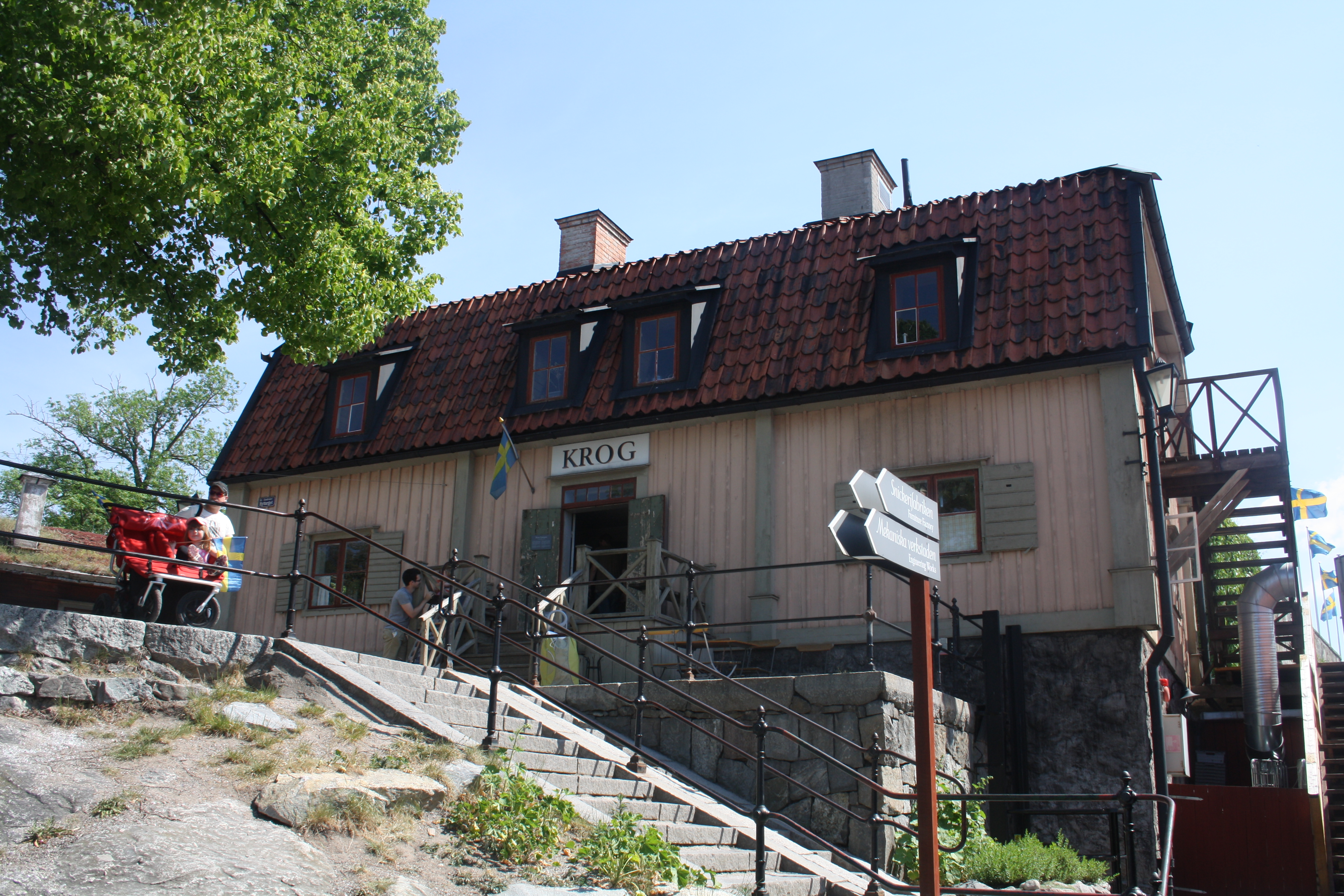
Stora Gungan, 2011.

År 1725 blev Stora Gungan en arrendegård under Enskedegodset. Stället var på 1700-talet skjutshåll för resande på Dalarövägen och förekommer i en av Fredmans epistlar vilket tyder på att Carl Michael Bellman besökt Stora Gungan. 
År 1801 höjdes byggnaden med en våning och 1808 delades fastigheten i Stora och Lilla Gungan, det senare låg vid Sandsborg och revs sedermera. 1969 skulle tomten i Enskede bebyggas, då skänktes Stora Gungan till Skansen av Stockholms stad. Huset monterades ner och byggdes upp igen i stadskvarteren och stod klart 1975. I samband med flytten togs den senare tillkomna våningen bort, kvar blev botten- och vindsvåningen. 

## Byggnaden
Husets fasader är klädda med locklistpanel, taket är ett brutet, valmat tak som är täckt med enkupigt taktegel. Bottenvåningen är inredd som en 1880-tals krog. Här finns skänkrum och matsal som är inredd med möbler från gamla stockholmska bolagskrogar, föregångare till våra dagars Systembolag. Menyn består av väldigt traditionell svensk mat, med rötterna i tidigt 1900-tal. På vinden ligger en festsal som är inredd i lantlig loftstil. Krogen Stora gungan är öppen som restaurang och café hela året och under december serverar man ett riktigt traditionellt julbord.

## Interiör

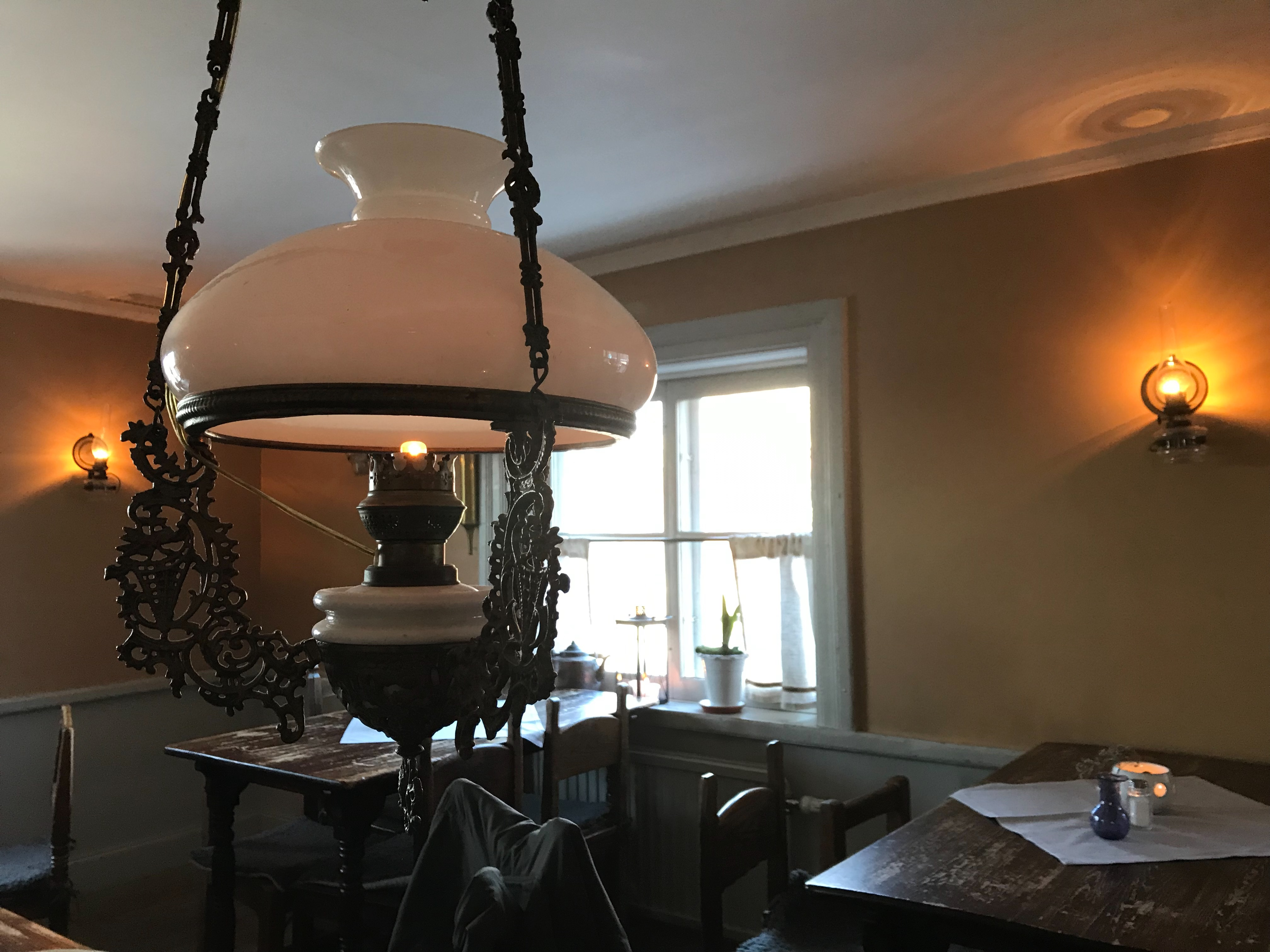
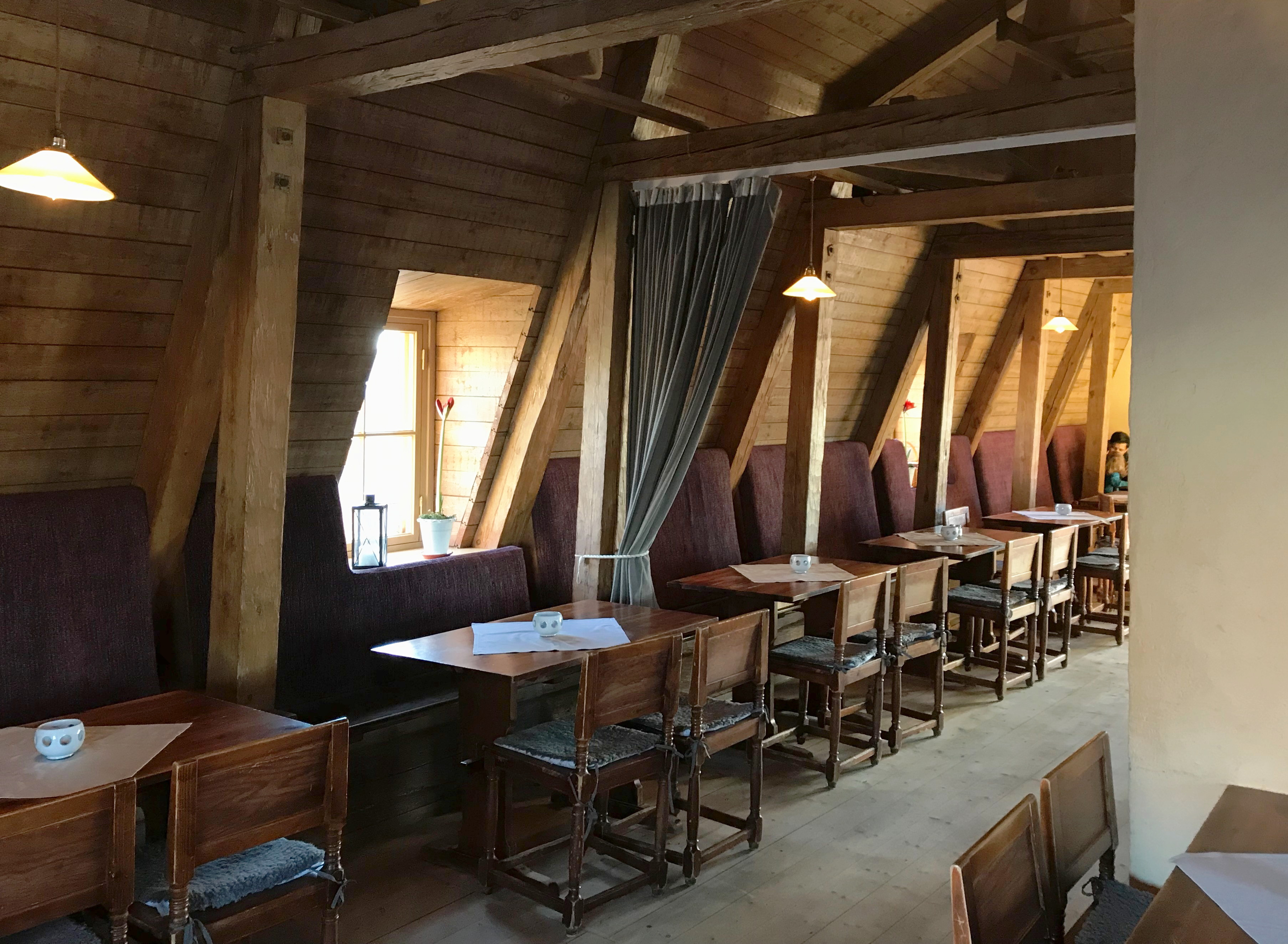
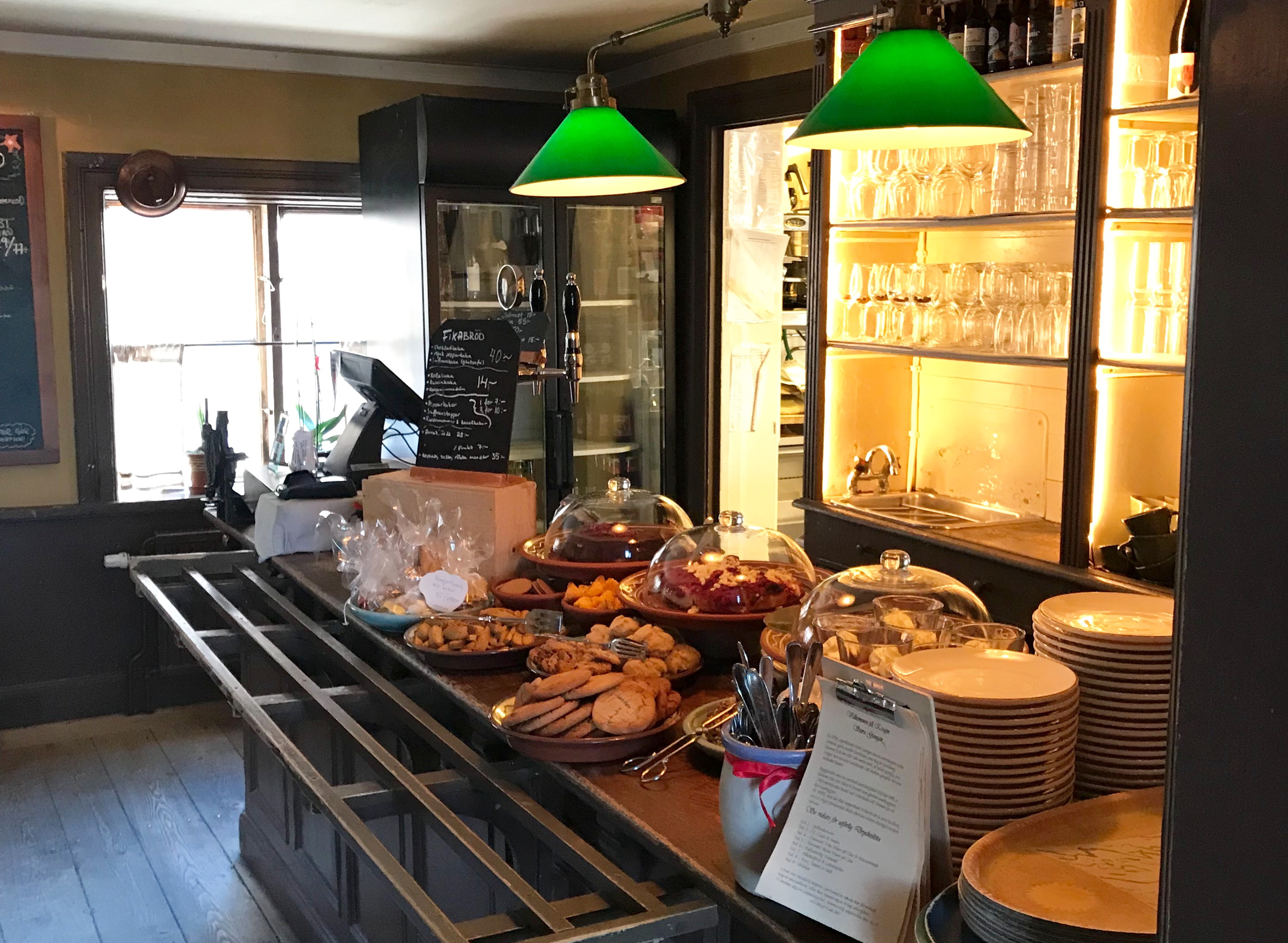
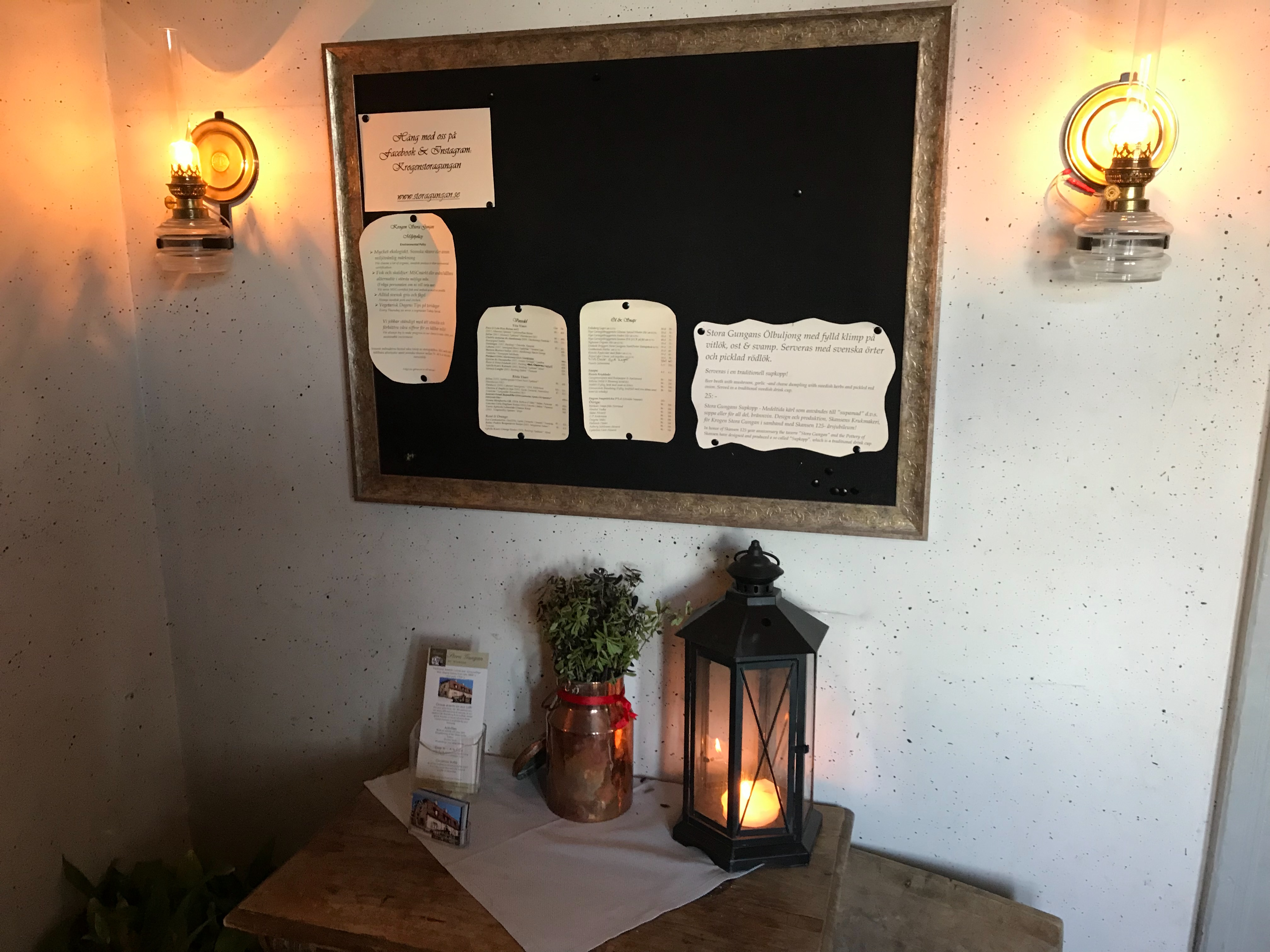